# Бор (Карелия)
Бор (Толвуйский Бор) — деревня в составе Толвуи, Толвуйское сельское поселение Медвежьегорского района Республики Карелия.

## Общие сведения
Располагается на Заонежском полуострове в северо-восточной части Онежского озера, примерно в 60 км к юго-востоку от Медвежьегорска, высота центра над уровнем моря 32 м. Деревня находится у истоков безымянного ручья, впадающего в Карагубу Онежскогое озера.
Деревня входит в состав села Толвуи и расположена на востоке от Толвуйского Погоста в 3 км, по дороге в Падмозеро. Другие ближайшие населённые пункты — Белохино в 3 км на юго-запад и Савинская в 3,5 км юго-восточнее.

## Население
| 2002 | 2010 | 2013 |
| ---- | ---- | ---- |
| 21   | ↘12  | ↘8   |